# مونیکا مولینا
مونیکا مولینا (اسپانیایی: Mónica Molina‎؛ زادهٔ ۲۴ ژانویهٔ ۱۹۶۸) خواننده و بازیگر اهل اسپانیا است. او دختر خوانندهٔ مشهور، آنتونیو مولینا استو در سال ۲۰۰۲ نامزد دریافت جایزه گرمی شد.
از فیلم‌ها یا مجموعه‌های تلویزیونی که وی در آن‌ها نقش داشته است، می‌توان به سنجاب سرخ (۱۹۹۳) اشاره نمود.